# Championnat de France de floorball 2008-2009
Navigation
Édition précédente Édition suivante
Le Championnat de France de floorball D1 2008-2009 est la 5e édition de cette compétition, mais la première qui voit la séparation des équipes en deux niveaux nationaux avec la création du Championnat de France de floorball D2. Le premier niveau du championnat oppose pour cette saison les 5 premières équipes de la saison 2007-2008 réunies en une seule poule.
En saison régulière, chaque équipe affronte ses quatre adversaires en matches aller et retour, soit 8 matches par équipe. Le temps de jeu est porté pour la première fois en compétition officielle française à 3 périodes de 20 minutes (temps continu).
Les phases finales opposent les 4 premiers de saison régulière pour le titre de champion avec demi-finales et finales. Aucune équipe n'a été rétrogradée en Division 2 à l'issue de cette saison puisque la D1 a été élargie à 8 équipes pour la saison 2009-2010 avec l'ajout de 3 promus.
Le championnat a débuté le 29 novembre 2008 et s'est terminé le 24 mai 2009.

## Première division (D1)

### Équipes
| \| Lyon floorball club Rascasses de Marseille Floorball Canonniers Nantes Paris Université Club IFK Paris \| Localisation des clubs engagés dans le championnat. |
| Lyon floorball club Rascasses de Marseille Floorball Canonniers Nantes Paris Université Club IFK Paris                                                           |

| Équipes du Championnat de France de floorball D1 2008-2009 | Saisons dans le championnat | Site web                   |
| ---------------------------------------------------------- | --------------------------- | -------------------------- |
| Lyon Pirates du Rhone                                      | 2                           | www.lyon-floorball.com     |
| Rascasses de Marseille                                     | 4                           | www.marseillefloorball.fr  |
| Floorball Canonniers Nantes                                | 4                           | www.canonniers-nantes.fr   |
| IFK Paris                                                  | 4                           | www.ifkparis.net           |
| PUC (Paris Université Club)                                | 2                           | pucfloorball.over-blog.com |

Ces 5 équipes étaient les mieux classées du Championnat de France de floorball D1 2007-2008.

### Classement final de la saison régulière
| Classement | Nom de l'équipe             | Points | Matchs joués | Victoires | Nuls | Défaites | Buts pour | Buts contre | Différence |
| ---------- | --------------------------- | ------ | ------------ | --------- | ---- | -------- | --------- | ----------- | ---------- |
| 1          | Rascasses de Marseille      | 14     | 8            | 6         | 2    | 0        | 36        | 17          | +19        |
| 2          | IFK Paris                   | 13     | 8            | 6         | 1    | 1        | 42        | 15          | +27        |
| 3          | PUC (Paris Université Club) | 8      | 8            | 3         | 2    | 3        | 25        | 24          | +1         |
| 4          | Lyon Pirates du Rhône       | 5      | 8            | 2         | 1    | 5        | 32        | 43          | -11        |
| 5          | Canonniers de Nantes        | 0      | 8            | 0         | 0    | 8        | 23        | 59          | -36        |

### Playoffs
|  | Demi-finales          | Demi-finales          |                        |   | Finale                | Finale                |
|  | Demi-finales          | Demi-finales          |                        |   | Finale                | Finale                |
|  |                       |                       |                        |   |                       |                       |
|  | 23 mai 2009 à Orléans | 23 mai 2009 à Orléans |                        |   | 24 mai 2009 à Orléans | 24 mai 2009 à Orléans |
|  | 23 mai 2009 à Orléans | 23 mai 2009 à Orléans |                        |   | 24 mai 2009 à Orléans | 24 mai 2009 à Orléans |
|  | Marseille Rascasses   | 5                     |                        |   | 24 mai 2009 à Orléans | 24 mai 2009 à Orléans |
|  | Marseille Rascasses   | 5                     |                        |   | 24 mai 2009 à Orléans | 24 mai 2009 à Orléans |
|  | Lyon Pirates du Rhône | 2                     |                        |   | 24 mai 2009 à Orléans | 24 mai 2009 à Orléans |
|  | Lyon Pirates du Rhône | 2                     | Marseille Rascasses    | 5 |                       |                       |
|  | 23 mai 2009 à Orléans |                       | Marseille Rascasses    | 5 |                       |                       |
|  |                       | IFK Paris             | 8                      |   |                       |                       |
|  | IFK Paris             | IFK Paris             | 8                      | 6 |                       |                       |
|  | IFK Paris             |                       |                        | 6 |                       |                       |
|  | Paris Université Club | 2                     |                        |   |                       |                       |
|  | Paris Université Club | 2                     | Match pour la 3e place |   |                       |                       |
|  |                       |                       |                        |   |                       |                       |
|  | 24 mai 2009 à Orléans |                       |                        |   |                       |                       |
|  |                       |                       |                        |   |                       |                       |
|  | Lyon Pirates du Rhône | 3                     |                        |   |                       |                       |
|  | Lyon Pirates du Rhône | 3                     |                        |   |                       |                       |
|  | Paris Université Club | 4                     |                        |   |                       |                       |
|  | Paris Université Club | 4                     |                        |   |                       |                       |

#### Détails de la finale
| 25 mai 2009 | IFK Paris | 8-5 | Rascasses de Marseille | Gymnase d'Orléans la Source, Orléans |

| Feuille de match | Feuille de match | Feuille de match | Feuille de match | Feuille de match |
| ---------------- | ---------------- | ---------------- | ---------------- | ---------------- |
|                  |                  |                  |                  |                  |
| Ari Saaranen     | Gardiens         | Renaud Kernacker |                  |                  |
| 4 min            | Pénalités        | 2 min            |                  |                  |
|                  |                  |                  |                  |                  |

Avec cette victoire en finale face à Marseille, IFK Paris remporte son premier titre de champion de France de Floorball.

## Statistiques finales de la saison régulière
- Meilleurs pointeurs de la saison régulière :
  -  Manaure Russo-Mendoza (Marseille Rascasses) : 22 points
  -  Sylvain Dupuis (IFK Paris) : 16 points
  -  Linus Davidsson (IFK Paris) : 15 points
- Meilleurs buteurs de la saison régulière :
  -  Sylvain Dupuis (IFK Paris) : 14 buts
  -  Linus Davidsson (IFK Paris) : 10 buts
  -  Manaure Russo-Mendoza (Marseille Rascasses) : 8 buts
- Meilleurs passeurs de la saison régulière :
  -  Manaure Russo-Mendoza (Marseille Rascasses) : 12 passes
  -  Joona Laukkanen (IFK Paris) : 9 passes
  -  Willy Besson (Pirates du Rhône) : 6 passes

## Deuxième division (D2)
Le Championnat de France de floorball D2 2008-2009 est la première édition de cette compétition. Le deuxième niveau du championnat oppose 10 équipes qui s'affrontent en matchs aller uniquement, avec 2 périodes de 20 minutes sauf pour les demi-finales et finales en 3 périodes de 20 minutes. Elle a débuté le 29 novembre 2008 et s'est terminée le 24 mai 2009.

### Équipes
| \| Hoplites d'Ambiani Caen Floorball Tigres de Grenoble Dragons Bisontins Ericsson Vikings Grizzlys du Hainaut Nordiques Floorball Club Gladiateurs d'Orléans Paris Université Club Saint-Étienne Knights \| Localisation des clubs engagés dans le championnat. |
| Hoplites d'Ambiani Caen Floorball Tigres de Grenoble Dragons Bisontins Ericsson Vikings Grizzlys du Hainaut Nordiques Floorball Club Gladiateurs d'Orléans Paris Université Club Saint-Étienne Knights                                                           |

| Équipes du championnat de France de floorball D2 2008-2009 | Origine                  | Site web]                              |
| ---------------------------------------------------------- | ------------------------ | -------------------------------------- |
| Grizzlys du Hainaut                                        | 6e de D1 en 2007-2008    | www.grizzlys-du-hainaut.com            |
| Gladiateurs d'Orléans                                      | 7e de D1 en 2007-2008    | www.floorball45.com                    |
| Saint-Étienne Knights                                      | 8e de D1 en 2007-2008    | www.saint-etienne-floorball.fr         |
| Ericsson Vikings (Massy)                                   | 9e de D1 en 2007-2008    | www.evikings.org                       |
| Dragons Bisontins                                          | Non inscrit en 2007-2008 | www.dragons-bisontins.fr               |
| Nordiques Floorball Club                                   | Non inscrit en 2007-2008 | www.nordiques.net                      |
| Hoplites d'Ambiani (Amiens)                                | Nouvelle équipe          | www.hoplites-ambiani.fr                |
| Tripiers de Caen                                           | Nouvelle équipe          | www.caenfloorball.fr                   |
| Tigres de Grenoble                                         | Nouvelle équipe          | http://grenoble-floorball.blogspot.com |
| Paris Université Club 2                                    | Nouvelle équipe          | http://pucfloorball.over-blog.com      |

À la suite des résultats de la saison 2007-2008 en division 1, les équipes classées de 6e à 9e se sont vus basculées dans le nouveau championnat D2, complétées par 6 équipes dont quatre nouvelles et deux qui n'avaient pas participé au championnat en 2007-2008.

### Classement final de la saison régulière
| Classement | Nom de l'équipe             | Points | Matchs joués | Victoires | Nuls | Défaites | Buts pour | Buts contre | Différence |
| ---------- | --------------------------- | ------ | ------------ | --------- | ---- | -------- | --------- | ----------- | ---------- |
| 1          | Dragons Bisontins           | 15     | 9            | 7         | 1    | 1        | 22        | 12          | +10        |
| 2          | Grizzlys du Hainaut         | 10     | 9            | 5         | 0    | 4        | 27        | 21          | +6         |
| 3          | Ericsson Vikings            | 10     | 9            | 3         | 4    | 2        | 26        | 21          | +5         |
| 4          | Gladiateurs d'Orléans       | 10     | 9            | 4         | 2    | 3        | 19        | 18          | +1         |
| 5          | Saint-Étienne Knights       | 9      | 9            | 3         | 3    | 3        | 18        | 16          | +2         |
| 6          | Hoplites d'Ambiani (Amiens) | 9      | 9            | 4         | 1    | 4        | 25        | 27          | -2         |
| 7          | Nordiques de Lille          | 8      | 9            | 4         | 0    | 5        | 24        | 26          | -2         |
| 8          | Tigres de Grenoble          | 8      | 9            | 3         | 2    | 4        | 23        | 27          | -4         |
| 9          | Tripiers de Caen            | 7      | 9            | 3         | 1    | 5        | 17        | 18          | -1         |
| 10         | Paris Université Club 2     | 4      | 9            | 2         | 0    | 7        | 8         | 23          | -15        |

### Résultats de la saison régulière
| Résultats               | AMI | BES | CAE | GRE | GRI | NOR | VIK | ORL | PUC | STE |
| Hoplites d'Ambiani      |     | 2-4 | 0-3 | 7-5 | 3-5 | 3-2 | 3-2 | 3-3 | 2-0 | 2-3 |
| Dragons Bisontins       |     |     | 1-0 | 1-2 | 2-0 | 5-3 | 3-3 | 2-1 | 2-1 | 2-0 |
| Tripiers de Caen        |     |     |     | 5-4 | 0-2 | 1-2 | 3-3 | 2-3 | 0-1 | 3-2 |
| Tigres de Grenoble      |     |     |     |     | 2-8 | 4-1 | 1-1 | 1-2 | 3-1 | 1-1 |
| Grizzlys du Hainaut     |     |     |     |     |     | 3-4 | 1-3 | 4-2 | 1-3 | 3-2 |
| Nordiques de Lille      |     |     |     |     |     |     | 5-6 | 2-1 | 4-0 | 1-3 |
| Ericsson Vikings        |     |     |     |     |     |     |     | 2-3 | 4-0 | 2-2 |
| Gladiateurs d'Orléans   |     |     |     |     |     |     |     |     | 3-1 | 1-1 |
| Paris Université Club 2 |     |     |     |     |     |     |     |     |     | 1-4 |
| Saint-Étienne Knights   |     |     |     |     |     |     |     |     |     |     |

### Playoffs
|  | Demi-finales             | Demi-finales          |                        |   | Finale                | Finale                |
|  | Demi-finales             | Demi-finales          |                        |   | Finale                | Finale                |
|  |                          |                       |                        |   |                       |                       |
|  | 23 mai 2009 à Orléans    | 23 mai 2009 à Orléans |                        |   | 24 mai 2009 à Orléans | 24 mai 2009 à Orléans |
|  | 23 mai 2009 à Orléans    | 23 mai 2009 à Orléans |                        |   | 24 mai 2009 à Orléans | 24 mai 2009 à Orléans |
|  | 1: Dragons Bisontins     | 8                     |                        |   | 24 mai 2009 à Orléans | 24 mai 2009 à Orléans |
|  | 1: Dragons Bisontins     | 8                     |                        |   | 24 mai 2009 à Orléans | 24 mai 2009 à Orléans |
|  | 4: Gladiateurs d'Orléans | 3                     |                        |   | 24 mai 2009 à Orléans | 24 mai 2009 à Orléans |
|  | 4: Gladiateurs d'Orléans | 3                     | Dragons Bisontins      | 2 |                       |                       |
|  | 23 mai 2009 à Orléans    |                       | Dragons Bisontins      | 2 |                       |                       |
|  |                          | Grizzlys du Hainaut   | 4                      |   |                       |                       |
|  | 2: Grizzlys du Hainaut   | Grizzlys du Hainaut   | 4                      | 3 |                       |                       |
|  | 2: Grizzlys du Hainaut   |                       |                        | 3 |                       |                       |
|  | 3: Ericsson Vikings      | 1                     |                        |   |                       |                       |
|  | 3: Ericsson Vikings      | 1                     | Match pour la 3e place |   |                       |                       |
|  |                          |                       |                        |   |                       |                       |
|  | 24 mai 2009 à Orléans    |                       |                        |   |                       |                       |
|  |                          |                       |                        |   |                       |                       |
|  | Ericsson Vikings         | 5                     |                        |   |                       |                       |
|  | Ericsson Vikings         | 5                     |                        |   |                       |                       |
|  | Gladiateurs d'Orléans    | 2                     |                        |   |                       |                       |
|  | Gladiateurs d'Orléans    | 2                     |                        |   |                       |                       |

Les Grizzlys du Hainaut, Dragons Bisontins et Ericsson Vikings terminent sur le podium et accèdent donc à la Division 1 pour la saison 2009-2010.

### Classement final après playoffs et matchs de classement
| Classement | Nom de l'équipe             |
| ---------- | --------------------------- |
| 1          | Grizzlys du Hainaut         |
| 2          | Dragons Bisontins           |
| 3          | Ericsson Vikings            |
| 4          | Gladiateurs d'Orléans       |
| 5          | Nordiques de Lille          |
| 6          | Tigres de Grenoble          |
| 7          | Saint-Étienne Knights       |
| 8          | Tripiers de Caen            |
| 9          | Paris Université Club 2     |
| 10         | Hoplites d'Ambiani (Amiens) |